# Pfarrsekretärin
Mit der Berufsbezeichnung Pfarrsekretärinnen (seltener Pfarrsekretäre; andere Berufsbezeichnungen: Pfarramtssekretärinnen bzw. Pfarramtssekretäre, außerhalb der evangelischen Kirche manchmal auch: Pfarrhelfer, siehe unten) werden in den Kirchen Helfer und Helferinnen in Verwaltung und Organisation des Pfarrbüros bezeichnet. Sie erfüllen ihren Dienst nach kirchlichen Weisungen in den Gemeinden und Pfarreien. In vielen katholischen Bistümern sind sie in eigenen Berufsverbänden organisiert.

## Aufgaben
Die Pfarrsekretärin ist eine wesentliche Hilfe bei Verwaltungsaufgaben und entlastet hauptberufliche sowie ehrenamtliche kirchliche Mitarbeiter. Im Unterschied zu Sekretärinnen in nichtkirchlichen Einrichtungen übernehmen Pfarrsekretärinnen auch Aufgaben mit pastoraler Bedeutung. Sie
- sind Ansprechpartnerin für viele Ratsuchende in der Kirchengemeinde,
- vermitteln Seelsorge,
- führen Kirchenbücher, Akten, Karteien, Register, Statistiken und das kirchliche Meldewesen,
- übernehmen oft auch das Führen der Kasse, die Zuarbeit für die Rendantur sowie die Vorbereitung und Ausfertigung von Bescheinigungen,
- arbeiten mit an den Pfarrbriefen, am Schaukasten und am Schriftenstand und
- erledigen organisatorische Aufgaben für Gemeindeveranstaltungen und für seelsorgliche Dienste.

## Pfarrhelfer
Der Pfarrsekretär darf in den evangelischen Landeskirchen nicht mit einem Pfarrhelfer verwechselt werden. Das sind Träger des geistlichen Amtes mit der Befugnis zur Predigt (also zum Predigen als Hilfsprediger) und zum Teil auch zur Sakramentsverwaltung ohne eine volle akademische theologische Ausbildung. Sie tragen regional unterschiedliche Amtsbezeichnungen wie Prediger, Pfarrverwalter, Pfarrvikar, Hilfsprediger oder Pfarrdiakon.